# NGC 1160
NGC 1160 é uma galáxia espiral (Scd) localizada na direcção da constelação de Perseus. Possui uma declinação de +44° 57' 20" e uma ascensão recta de 3 horas, 01 minutos e 13,2 segundos.
A galáxia NGC 1160 foi descoberta em 7 de Outubro de 1784 por William Herschel.